# Saint-Savin, Gironde

Saint-Savin este o comună în departamentul Gironde din sud-vestul Franței. În 2009 avea o populație de 2.775 de locuitori.

## Evoluția populației
| An        | 1975  | 1982  | 1990  | 1999  | 2006  | 2009  |
| --------- | ----- | ----- | ----- | ----- | ----- | ----- |
| Populație | 1.655 | 1.757 | 1.886 | 2.077 | 2.545 | 2.775 |